# Canton de Carnières
Pour les articles homonymes, voir Carnières.
Le canton de Carnières est une ancienne division administrative française, située dans le département du Nord et la région Nord-Pas-de-Calais.
À la suite du redécoupage cantonal de 2014, le canton est supprimé.
Ses habitants sont appelés les Carniérois.

## Composition
Le canton de Carnières regroupait les communes suivantes :
| Nom                       | Code Insee | Codepostal | Superficie (km2) | Population (dernière pop. légale) | Densité (hab./km2) |
| ------------------------- | ---------- | ---------- | ---------------- | --------------------------------- | ------------------ |
| Carnières (chef-lieu)     | 59132      | 59217      | 8,13             | 1 077 (2012)                      | 132                |
| Avesnes-les-Aubert        | 59037      | 59129      | 9,01             | 3 598 (2012)                      | 399                |
| Beauvois-en-Cambrésis     | 59063      | 59157      | 3,52             | 2 153 (2012)                      | 612                |
| Béthencourt               | 59075      | 59540      | 5,15             | 764 (2012)                        | 148                |
| Bévillers                 | 59081      | 59217      | 4,79             | 543 (2012)                        | 113                |
| Boussières-en-Cambrésis   | 59102      | 59217      | 4,82             | 426 (2012)                        | 88                 |
| Cattenières               | 59138      | 59217      | 5,40             | 676 (2012)                        | 125                |
| Estourmel                 | 59213      | 59400      | 5,45             | 447 (2012)                        | 82                 |
| Fontaine-au-Pire          | 59243      | 59157      | 7,57             | 1 191 (2012)                      | 157                |
| Quiévy                    | 59485      | 59214      | 6,86             | 1 767 (2012)                      | 258                |
| Rieux-en-Cambrésis        | 59502      | 59277      | 7,66             | 1 511 (2012)                      | 197                |
| Saint-Aubert              | 59528      | 59188      | 8,12             | 1 567 (2012)                      | 193                |
| Saint-Hilaire-lez-Cambrai | 59533      | 59292      | 6,41             | 1 652 (2012)                      | 258                |
| Villers-en-Cauchies       | 59622      | 59188      | 8,94             | 1 256 (2012)                      | 140                |
| Wambaix                   | 59635      | 59400      | 6,17             | 331 (2012)                        | 54                 |

## Représentation

### conseillers généraux de 1833 à 2015
- De 1833 à 1848, les cantons de Solesmes et de Carnières avaient le même conseiller général. Le nombre de conseillers généraux était limité à 30 par département[1].
- Jean-Marie Lemaire, conseiller general de 1992 à 2004, a été maire de Fontaine-au-Pire de 1964 à 2008. Chevalier dans l'ordre de la Légion d'honneur en mars 2007. Président du comité d'expansion depuis 1964.

| Période                | Identité                                     | Parti        | Qualité |
| ---------------------- | -------------------------------------------- | ------------ | --- |
| 1833-1837 (décès)      | Philippe Marie Alexis Joseph Desmoutier père |              | Cultivateur, propriétaire, maire de Viesly |
| 1837-1844              | Jean Baptiste Lobry-Deloge                   |              | Maires de Solesmes |
| 1844-1848              | Ernest Desmoutiers (1804-1870)               |              | Propriétaire, cultivateur à Crèvecœur-sur-l'Escaut |
| 1848-1883              | Joachim Telliez-Béthune                      | Bonapartiste | Cultivateur, maire de Carnières, député (1877-1881) Propriétaire du château de Boistrancourt |
| 1883-1887 (décès)      | Stéphane Bisiaux                             | Républicain  | Notaire à Avesnes-les-Aubert, conseiller d'arrondissement |
| 1887-1889              | Léopold Joseph Delcroix                      | Républicain  | Notaire, Quiévy |
| 1889-1890 (annulation) | André Derieux                                | Conservateur | Brasseur, agriculteur, maire d'Avesnes-les-Aubert |
| 1890-1907              | Léopold Joseph Delcroix                      | Républicain  | Notaire, Quiévy |
| 1907-1913              | Valéry Campener                              | SFIO         | Ouvrier tisseur Maire d'Avesnes-les-Aubert |
| 1913-1919              | Victor Langrand                              | Rad.         | Propriétaire, trésorier du Comice agricole Ancien Maire de Quiévy |
| 1919-1940              | Emile Waxin                                  | SFIO         | Ouvrier tisseur puis commerçant Maire de Saint-Hilaire-lez-Cambrai Nommé conseiller départemental en 1943 |
|                        |                                              |              | |
| 1945-1949              | Charles Guidez                               | PCF          | Ouvrier chaisier |
| 1949-1967              | Odulphe Dépommier (1898-1984)                | SFIO         | Directeur de coopérative agricole, Beauvois-en-Cambrésis |
| 1967-1992              | Georges Cacheux                              | PCF          | Sidérurgiste Maire d'Avesnes-les-Aubert (1981-1988) |
| 1992-2004              | Jean-Marie Lemaire                           | DVD          | Maire de Fontaine-au-Pire (1964-2008) |
| 2004-2015              | Delphine Bataille                            | PS           | Assistante parlementaire Vice-Présidente du Conseil Général Ancienne Conseillère régionale Sénatrice (2011-2017) vice-présidente du Conseil régional Nord-Pas-de-Calais chargée de la Jeunesse et des Sports |

### Conseillers d'arrondissement (de 1833 à 1940)
| Période         | Période                   | Identité                        | Étiquette           | Qualité |
| --------------- | ------------------------- | ------------------------------- | ------------------- | --- |
| 1833            | 1848                      | Jean Joseph Telliez (1787-1850) |                     | Juge de paix à Carnières                                                                                    |
|                 |                           |                                 |                     | |
| av.1880         | 1883                      | Stéphane Bisiaux (1834-1887)    | Républicain         | Notaire à Avesnes-les-Aubert                                                                                |
|                 |                           |                                 |                     | |
|                 | 1894 (décès)              | Emile Defaux (1838-1894)        |                     | Tisseur à Saint-Hilaire-lez-Cambrai                                                                         |
| 1894            | 1904                      | Alphonse Lemahieu               | Républicain         | Négociant à Carnières                                                                                       |
| 1904            | 1906 (décès)              | Achille Tison (1855-1906)       | Républicain         | Docteur en médecine, Avesnes-les-Aubert                                                                     |
| 1904            | 1910                      | Achille Hutin                   | Républicain-Radical | Négociant en charbon, conseiller municipal de Cattenières                                                   |
| 29 mai 1906     | 1913 (démission d'office) | Jules Derieux                   | SFIO                | Négociant à Cambrai, conseiller municipal d'Avesnes-les-Aubert                                              |
| 1910            | 1922                      | Pierre Lepape                   | SFIO puis PC-SFIC   | Ouvrier brodeur, maire de Fontaine-au-Pire                                                                  |
| 1922            | 1925 (décès)              | Édouard Boudailliez             | Républicain         | Adjoint au maire de Rieux-en-Cambrésis                                                                      |
| 10 janvier 1926 | 1928                      | Juste Collery (1894-1949)       | SFIO                | Maire de Béthencourt (1919-1949)                                                                            |
| 1928            | 1934                      | Georges Herbin                  | FR                  | Industriel à Avesnes-les-Aubert                                                                             |
| 1934            | 1940                      | Raymond Gernez                  | SFIO                | Ébéniste, marchand-forain, puis journaliste, Avesnes-les-Aubert Président du Conseil d'arrondissement       |
| 1940            |                           |                                 |                     | Les conseils d'arrondissement ont été suspendus par la loi du 12 octobre 1940 et n'ont jamais été réactivés |

## Démographie
| 1962   | 1968   | 1975   | 1982   | 1990   | 1999   | 2006   | 2011   | 2012   |
| ------ | ------ | ------ | ------ | ------ | ------ | ------ | ------ | ------ |
| 22 283 | 21 670 | 20 668 | 19 827 | 18 914 | 18 051 | 18 439 | 18 986 | 18 959 |

### Pyramide des âges
Comparaison des pyramides des âges du canton de Carnières et du département du Nord en 2006
| Hommes | Classe d’âge   | Femmes |
| ------ | -------------- | ------ |
| 0,3    | 90 ans et plus | 1,1    |
| 5,5    | 75 à 89 ans    | 10,3   |
| 11,7   | 60 à 74 ans    | 13,6   |
| 21,2   | 45 à 59 ans    | 19,3   |
| 22,3   | 30 à 44 ans    | 21     |
| 17,9   | 15 à 29 ans    | 15,7   |
| 21,2   | 0 à 14 ans     | 19     |

| Hommes | Classe d’âge   | Femmes |
| ------ | -------------- | ------ |
| 0,2    | 90 ans et plus | 0,8    |
| 4,3    | 75 à 89 ans    | 7,9    |
| 10,3   | 60 à 74 ans    | 11,9   |
| 19,7   | 45 à 59 ans    | 19,4   |
| 21,1   | 30 à 44 ans    | 20,1   |
| 22,6   | 15 à 29 ans    | 21     |
| 21,6   | 0 à 14 ans     | 19     |